# Savigny-le-Temple
Savigny-le-Temple ist eine französische Gemeinde mit 30.630 Einwohnern (Stand 1. Januar 2022) im Département Seine-et-Marne der Region Île-de-France. Ihre Bewohner werden Savigniens genannt.

## Geographie
Die Stadt liegt an der Seine und ist 27 Kilometer von Paris und sechs Kilometer von Melun entfernt.
Sie ist aus den Quartieren Le vieux Bourg, Les Cités-Unies, Droits de l’Homme, Boileau-Appolinaire, Pierre Mendès France, Centre-Ville, Arcades, Tramontane und Plessis la Forêt zusammengesetzt.
Die direkten Nachbargemeinden sind Nandy, Cesson, Saint-Pierre-du-Perray, Lieusaint, Moissy-Cramayel und Réau.

## Bevölkerungsentwicklung
| Jahr      | 1962 | 1968 | 1975 | 1982   | 1990   | 1999   | 2011   | 2018   | 2021   |
| Einwohner | 759  | 828  | 2881 | 11.835 | 18.520 | 22.339 | 29.074 | 29.792 | 30.510 |

## Sehenswürdigkeiten
- Kirche Saint-Germain d’Auxerre, eine der Germanuskirchen, die nach dem heiligen Germanus von Auxerre benannt sind (siehe auch: Liste der Monuments historiques in Savigny-le-Temple)
- Schloss La Grange la Prévôté

## Verkehr
Die Autoroute A5 und die Route nationale 6 tangieren Savigny-le-Temple im Nordosten.
Die Stadt wird von der Eisenbahnlinie RER D bedient.

## Städtepartnerschaften
- Boutilimit, Mauretanien
- Comarnic, Rumänien
- Iznalloz, Provinz Granada, Spanien
- Tyresö, Schweden

## Persönlichkeiten
- Fred Moudani-Likibi (* 1999), Kugelstoßer